# Salmo 31
El salmo 31  es, según la numeración hebrea, el trigesimoprimer salmo del Libro de los salmos de la Biblia. Corresponde al salmo 30 según la numeración de la Biblia Septuaginta griega, empleada también en la Vulgata latina. Por este motivo, recogiendo la doble numeración, a este salmo también se le refiere como el salmo 31 (30).
Es generalmente conocido en inglés por su primer versículo, en la versión de la Biblia del Rey Jacobo, que indica  En ti, oh SEÑOR, pongo mi confianza. El Libro de los Salmos es la tercera sección de la Biblia hebrea y un libro del Antiguo Testamento cristiano. En latín, se conoce como In te Domine speravi (En ti, oh Señor, pongo mi confianza). Como se indica en el primer versículo en hebreo, fue compuesto por David.
Este salmo es una parte habitual de las liturgias judías, católicas, anglicanas y protestantes. Los himnos métricos en inglés y alemán se derivaron del salmo, como Esperando en ti, señor y Bendito sea el nombre del Dios de Jacob. A este salmo se le ha puesto música frecuentemente, tanto completamente como usando algunas secciones específicas como en latín Illumina faciem tuam (Haz brillar tu rostro). Los ajustes vocales de esta obra fueron escritos por Johann Crüger, Heinrich Schütz, Joseph Haydn y Felix Mendelssohn entre otros.
En tus manos encomiendo mi espíritu fueron las últimas palabras de muchas figuras cristianas, como Jesús , San Bernardo de Claraval, Jerónimo de Praga y Martín Lutero. Mis tiempos están en tu mano también se convirtió en una frase que ha sido citada con frecuencia.

## Antecedentes y temas
El autor del salmo es identificado por el primer versículo en hebreo, Para el músico principal, una canción de David. Probablemente fue escrito mientras David huía de Saúl. Sobre la base de la redacción del Salmo, Charles y Emilie Briggs afirman que:
"El autor ciertamente conocía a Jeremías, Isaías, Ezequiel y muchos salmistas del período Imperio Persa. No se puede datar la composición antes de los problemas de Israel precediendo las reformas de Nehemías ". 
El período persa comenzó en 539 a. C. y las reformas de Nehemías datan de aproximadamente 445 a.c.
En el salmo, David llama a Dios su roca (que lo protege del ataque) y su fortaleza (que lo protege por todos lados). David también cita sus dolencias físicas: 
"Su vista se ha atenuado debido a sus problemas y ha sufrido privaciones físicas y espirituales. Su vida ha sido un flujo continuo de problemas, haciéndole envejecer prematuramente" y reconoce que estas aflicciones fueron enviadas por el Cielo para alentarlo a expiar sus pecados. El salmo termina con una nota de esperanza: "Los fieles deberían amar a Dios porque Él los protege, pero Él paga cuidadosamente a los arrogantes lo que se merecen".
Los cuatro evangelistas citan las últimas palabras de Jesús; Según Lucas el Evangelista, estas últimas palabras vinieron del versículo 5  (Versión de la Biblia del Rey Jacobo) del Salmo 31,  En tu mano encomiendo mi espíritu. De manera similar, según el obispo anglicano inglés del siglo XIX John James Stewart Perowne, este versículo constituyó las últimas palabras de muchas figuras cristianas, incluidas Policarpo, San Bernardo de Claraval, Jerónimo de Praga, Martín Lutero y Philip Melanchthon. James Limburg señala que esto hace que el salmo sea adecuado para la predicación y que a menudo se entona en el momento de la muerte.

## Texto
La siguiente tabla muestra el texto en hebreo del salmo con vocales, junto con el texto en griego koiné de la Septuaginta  y la traducción al español de la Versión del Rey Jacobo. Téngase en cuenta que el significado puede diferir ligeramente entre estas versiones, ya que la Septuaginta y el texto masorético provienen de tradiciones textuales diferentes. En la Septuaginta, este salmo está numerado como Salmo 30.
| #      | Hebreo                                                               | Español | Griego |
| ------ | -------------------------------------------------------------------- | --- | --- |
| [ 12 ] | לַמְנַצֵּ֗חַ מִזְמ֥וֹר לְדָוִֽד׃                                                    | (Al músico principal, Un salmo de David.) | Εἰς τὸ τέλος· ψαλμὸς τῷ Δαυΐδ· ἐκστάσεως. |
| 1      | בְּךָֽ־יְהֹוָ֣ה חָ֭סִיתִי אַל־אֵב֣וֹשָׁה לְעוֹלָ֑ם בְּצִדְקָתְךָ֥ פַלְּטֵֽנִי׃                           | En ti, oh Señor, pongo mi confianza; que nunca me avergüence: líbrame en tu justicia.                                                                       | ΕΠΙ σοί, Κύριε, ἤλπισα, μὴ καταισχυνθείην εἰς τὸν αἰῶνα· ἐν τῇ δικαιοσύνῃ σου ῥῦσαί με καὶ ἐξελοῦ με.                                                 |
| 2      | הַטֵּ֤ה אֵלַ֨י ׀ אׇזְנְךָ֮ מְהֵרָ֢ה הַצִּ֫ילֵ֥נִי הֱיֵ֤ה לִ֨י ׀ לְֽצוּר־מָ֭עוֹז לְבֵ֥ית מְצוּד֗וֹת לְהוֹשִׁיעֵֽנִי׃  | Inclina tu oído hacia mí; líbrame pronto: sé tú mi roca fuerte, por casa de defensa para salvarme.                                                          | κλῖνον πρός με τὸ οὖς σου, τάχυνον τοῦ ἐξελέσθαι με· γενοῦ μοι εἰς Θεὸν ὑπερασπιστὴν καὶ εἰς οἶκον καταφυγῆς τοῦ σῶσαί με.                            |
| 3      | כִּֽי־סַלְעִ֣י וּמְצֽוּדָתִ֣י אָ֑תָּה וּלְמַ֥עַן שִׁ֝מְךָ֗ תַּֽנְחֵ֥נִי וּֽתְנַהֲלֵֽנִי׃                         | Porque tú eres mi roca y mi fortaleza; por tanto, por amor de tu nombre condúceme y guíame.                                                                 | ὅτι κραταίωμά μου καὶ καταφυγή μου εἶ σὺ καὶ ἕνεκεν τοῦ ὀνόματός σου ὁδηγήσεις με καὶ διαθρέψεις με·                                                  |
| 4      | תּוֹצִיאֵ֗נִי מֵרֶ֣שֶׁת ז֭וּ טָ֣מְנוּ לִ֑י כִּי־אַ֝תָּ֗ה מָעוּזִּֽי׃                                | Sácame de la red que me han tendido en privado: porque tú eres mi fortaleza.                                                                                | ἐξάξεις με ἐκ παγίδος ταύτης, ἧς ἔκρυψάν μοι, ὅτι σὺ εἶ ὁ ὑπερασπιστής μου, Κύριε.                                                                    |
| 5      | בְּיָדְךָ֮ אַפְקִ֢יד ר֫וּחִ֥י פָּדִ֖יתָ אוֹתִ֥י יְהֹוָ֗ה אֵ֣ל אֱמֶֽת׃                               | En tu mano encomiendo mi espíritu: tú me has redimido, oh SEÑOR Dios de verdad.                                                                             | εἰς χεῖράς σου παραθήσομαι τὸ πνεῦμά μου· ἐλυτρώσω με, Κύριε ὁ Θεὸς τῆς ἀληθείας.                                                                     |
| 6      | שָׂנֵ֗אתִי הַשֹּׁמְרִ֥ים הַבְלֵי־שָׁ֑וְא וַ֝אֲנִ֗י אֶל־יְהֹוָ֥ה בָּטָֽחְתִּי׃                            | He aborrecido a los que consideran vanidades mentirosas: pero confío en el Señor.                                                                           | ἐμίσησας τοὺς διαφυλάσσοντας ματαιότητας διακενῆς· ἐγὼ δὲ ἐπὶ τῷ Κυρίῳ ἤλπισα.                                                                        |
| 7      | אָגִ֥ילָה וְאֶשְׂמְחָ֗ה בְּחַ֫סְדֶּ֥ךָ אֲשֶׁ֣ר רָ֭אִיתָ אֶת־עׇנְיִ֑י יָ֝דַ֗עְתָּ בְּצָר֥וֹת נַפְשִֽׁי׃                 | Me alegraré y gozaré en tu misericordia; porque has considerado mi angustia; has conocido mi alma en las adversidades;                                      | ἀγαλλιάσομαι καὶ εὐφρανθήσομαι ἐπὶ τῷ ἐλέει σου, ὅτι ἐπεῖδες τὴν ταπείνωσίν μου, ἔσωσας ἐκ τῶν ἀναγκῶν τὴν ψυχήν μου                                  |
| 8      | וְלֹ֣א הִ֭סְגַּרְתַּנִי בְּיַד־אוֹיֵ֑ב הֶעֱמַ֖דְתָּ בַמֶּרְחָ֣ב רַגְלָֽי׃                               | Y no me has encerrado en mano del enemigo: has puesto mis pies en una gran habitación.                                                                      | καὶ οὐ συνέκλεισάς με εἰς χεῖρας ἐχθρῶν, ἔστησας ἐν εὐρυχώρῳ τοὺς πόδας μου.                                                                          |
| 9      | חׇנֵּ֥נִי יְהֹוָה֮ כִּ֤י צַ֫ר־לִ֥י עָשְׁשָׁ֖ה בְכַ֥עַס עֵינִ֗י נַפְשִׁ֥י וּבִטְנִֽי׃                        | Ten piedad de mí, Yahveh, que estoy en apuros: mi ojo se consume de dolor, sí, mi alma y mi vientre.                                                        | ἐλέησόν με, Κύριε, ὅτι θλίβομαι· ἐταράχθη ἐν θυμῷ ὁ ὀφθαλμός μου, ἡ ψυχή μου καὶ ἡ γαστήρ μου.                                                        |
| 10     | כִּ֤י כָל֪וּ בְיָג֡וֹן חַיַּי֮ וּשְׁנוֹתַ֢י בַּאֲנָ֫חָ֥ה כָּשַׁ֣ל בַּעֲוֺנִ֣י כֹחִ֑י וַעֲצָמַ֥י עָשֵֽׁשׁוּ׃              | Porque mi vida se ha gastado en aflicción, y mis años en suspiros; se han agotado mis fuerzas a causa de mi iniquidad, y mis huesos se han consumido.       | ὅτι ἐξέλιπεν ἐν ὀδύνῃ ἡ ζωή μου καὶ τὰ ἔτη μου ἐν στεναγμοῖς· ἠσθένησεν ἐν πτωχείᾳ ἡ ἰσχύς μου, καὶ τὰ ὀστᾶ μου ἐταράχθησαν.                          |
| 11     | מִכׇּל־צֹרְרַ֨י הָיִ֪יתִי חֶרְפָּ֡ה וְלִ֥שְׁכֵנַ֨י ׀ מְאֹד֮ וּפַ֢חַד לִֽמְיֻדָּ֫עָ֥י רֹאַ֥י בַּח֑וּץ נָדְד֥וּ מִמֶּֽנִּי׃     | Fui un oprobio entre todos mis enemigos,pero especialmente entre mis vecinos, y un temor para mis conocidos: los que me vieron sin huyeron de mí.           | παρὰ πάντας τοὺς ἐχθρούς μου ἐγενήθην ὄνειδος καὶ τοῖς γείτοσί μου σφόδρα, καὶ φόβος τοῖς γνωστοῖς μου· οἱ θεωροῦντες με ἔξω ἔφυγον ἀπ᾿ ἐμοῦ.         |
| 12     | נִ֭שְׁכַּחְתִּי כְּמֵ֣ת מִלֵּ֑ב הָ֝יִ֗יתִי כִּכְלִ֥י אֹבֵֽד׃                                       | Soy olvidado como un hombre muerto, fuera de la mente; soy como un vaso roto.                                                                               | ἐπελήσθην ὡσεὶ νεκρὸς ἀπὸ καρδίας, ἐγενήθην ὡσεὶ σκεῦος ἀπολωλός.                                                                                     |
| 13     | כִּ֤י שָׁמַ֨עְתִּי ׀ דִּבַּ֥ת רַבִּים֮ מָג֢וֹר מִסָּ֫בִ֥יב בְּהִוָּסְדָ֣ם יַ֣חַד עָלַ֑י לָקַ֖חַת נַפְשִׁ֣י זָמָֽמוּ׃        | Porque he oído la calumnia de muchos; el temor estaba por todas partes; mientras se aconsejaban contra mí, tramaron quitarme la vida.                       | ὅτι ἤκουσα ψόγον πολλῶν παροικούντων κυκλόθεν· ἐν τῷ ἐπισυναχθῆναι αὐτοὺς ἅμα ἐπ᾿ ἐμὲ τοῦ λαβεῖν τὴν ψυχήν μου ἐβουλεύσαντο.                          |
| 14     | וַאֲנִ֤י ׀ עָלֶ֣יךָ בָטַ֣חְתִּי יְהֹוָ֑ה אָ֝מַ֗רְתִּי אֱלֹהַ֥י אָֽתָּה׃                               | Pero yo confié en ti, oh Señor: dije: Tú eres mi Dios. | ἐγὼ δὲ ἐπὶ σοὶ ἤλπισα, Κύριε, εἶπα· σὺ εἶ ὁ Θεός μου.                                                                                                 |
| 15     | בְּיָדְךָ֥ עִתֹּתָ֑י הַצִּ֘ילֵ֤נִי מִיַּד־א֝וֹיְבַ֗י וּמֵֽרֹדְפָֽי׃                                   | Mis tiempos están en tus manos: líbrame de la mano de mis enemigos y de los que me persiguen.                                                               | ἐν ταῖς χερσί σου οἱ κλῆροί μου· ῥῦσαί με ἐκ χειρὸς ἐχθρῶν μου καὶ ἐκ τῶν καταδιωκόντων με.                                                           |
| 16     | הָאִ֣ירָה פָ֭נֶיךָ עַל־עַבְדֶּ֑ךָ ה֖וֹשִׁיעֵ֣נִי בְחַסְדֶּֽךָ׃                                    | Haz que tu rostro resplandezca sobre tu siervo; sálvame por tu misericordia.                                                                                | ἐπίφανον τὸ πρόσωπόν σου ἐπὶ τὸν δοῦλόν σου, σῶσόν με ἐν τῷ ἐλέει σου.                                                                                |
| 17     | יְֽהֹוָ֗ה אַל־אֵ֭בוֹשָׁה כִּ֣י קְרָאתִ֑יךָ יֵבֹ֥שׁוּ רְ֝שָׁעִ֗ים יִדְּמ֥וּ לִשְׁאֽוֹל׃                       | No me dejes avergonzado, oh Señor, porque te he invocado; que los impíos se avergüencen y callen en la tumba.                                               | Κύριε, μὴ καταισχυνθείην, ὅτι ἐπεκαλεσάμην σε· αἰσχυνθείησαν οἱ ἀσεβεῖς καὶ καταχθείησαν εἰς ᾅδου.                                                    |
| 18     | תֵּ֥אָלַ֗מְנָה שִׂפְתֵ֫י־שָׁ֥קֶר הַדֹּבְר֖וֹת עַל־צַדִּ֥יק עָתָ֗ק בְּגַאֲוָ֥ה וָבֽוּז׃                       | Que se callen los labios mentirosos, que hablan con orgullo y desprecio contra los justos.                                                                  | ἄλαλα γενηθήτω τὰ χείλη τὰ δόλια τὰ λαλοῦντα κατὰ τοῦ δικαίου ἀνομίαν ἐν ὑπερηφανίᾳ καὶ ἐξουδενώσει.                                                  |
| 19     | מָ֤ה רַֽב־טוּבְךָ֮ אֲשֶׁר־צָפַ֢נְתָּ לִּירֵ֫אֶ֥יךָ פָּ֭עַלְתָּ לַחֹסִ֣ים בָּ֑ךְ נֶ֝֗גֶד בְּנֵ֣י אָדָֽם׃                | ¡Oh, cuán grande es tu bondad, la que has reservado para los que te temen, la que has mostrado a los que confían en ti delante de los hijos de los hombres! | ὡς πολὺ τὸ πλῆθος τῆς χρηστότητός σου, Κύριε, ἧς ἔκρυψας τοῖς φοβουμένοις σε, ἐξειργάσω τοῖς ἐλπίζουσιν ἐπὶ σὲ ἐναντίον τῶν υἱῶν τῶν ἀνθρώπων.        |
| 20     | תַּסְתִּירֵ֤ם ׀ בְּסֵ֥תֶר פָּנֶיךָ֮ מֵרֻכְסֵ֫י־אִ֥ישׁ תִּצְפְּנֵ֥ם בְּסֻכָּ֗ה מֵרִ֥יב לְשֹׁנֽוֹת׃                  | TLos esconderás en el secreto de tu presencia, lejos del orgullo del hombre; los guardarás en secreto en una tienda, lejos de la contienda de las lenguas.  | κατακρύψεις αὐτοὺς ἐν ἀποκρύφῳ τοῦ προσώπου σου ἀπὸ ταραχῆς ἀνθρώπων, σκεπάσεις αὐτοὺς ἐν σκηνῇ ἀπὸ ἀντιλογίας γλωσσῶν.                               |
| 21     | בָּר֥וּךְ יְהֹוָ֑ה כִּ֥י הִפְלִ֘יא חַסְדּ֥וֹ לִ֝֗י בְּעִ֣יר מָצֽוֹר׃                                | Bendito sea el Señor, porque me ha mostrado su maravillosa bondad en una ciudad fuerte.                                                                     | εὐλογητὸς Κύριος, ὅτι ἐθαυμάστωσε τὸ ἔλεος αὐτοῦ ἐν πόλει περιοχῆς.                                                                                   |
| 22     | וַאֲנִ֤י ׀ אָ֘מַ֤רְתִּי בְחׇפְזִ֗י נִגְרַזְתִּי֮ מִנֶּ֢גֶד עֵ֫ינֶ֥יךָ אָכֵ֗ן שָׁ֭מַעְתָּ ק֥וֹל תַּחֲנוּנַ֗י בְּשַׁוְּעִ֥י אֵלֶֽיךָ׃ | Porque en mi prisa dije: «Estoy separado de tus ojos», pero tú oíste la voz de mis súplicas cuando clamé a ti.                                              | ἐγὼ δὲ εἶπα ἐν τῇ ἐκστάσει μου· ἀπέῤῥιμμαι ἀπὸ προσώπου τῶν ὀφθαλμῶν σου. διὰ τοῦτο εἰσήκουσας τῆς φωνῆς τῆς δεήσεώς μου ἐν τῷ κεκραγέναι με πρὸς σέ. |
| 23     | אֶ֥הֱב֥וּ אֶֽת־יְהֹוָ֗ה כׇּֽל־חֲסִ֫ידָ֥יו אֱ֭מוּנִים נֹצֵ֣ר יְהֹוָ֑ה וּמְשַׁלֵּ֥ם עַל־יֶ֝֗תֶר עֹשֵׂ֥ה גַאֲוָֽה׃        | Amad al Señor, todos vosotros sus santos, porque el Señor preserva a los fieles y recompensa abundantemente al que hace el bien.                            | ἀγαπήσατε τὸν Κύριον πάντες οἱ ὅσιοι αὐτοῦ, ὅτι ἀληθείας ἐκζητεῖ Κύριος καὶ ἀνταποδίδωσι τοῖς περισσῶς ποιοῦσιν ὑπερηφανίαν.                          |
| 24     | חִ֭זְקוּ וְיַאֲמֵ֣ץ לְבַבְכֶ֑ם כׇּל־הַ֝מְיַחֲלִ֗ים לַֽיהֹוָֽה׃                                   | Sed valientes, y él fortalecerá vuestro corazón, todos los que esperáis en el Señor.                                                                        | ἀνδρίζεσθε, καὶ κραταιούσθω ἡ καρδία ὑμῶν, πάντες οἱ ἐλπίζοντες ἐπὶ Κύριον.                                                                           |

### Versión de la Biblia del Rey Jacobo
Para el músico principal, una canción de David.
1. En ti Oh SEÑOR, pongo mi confianza; nunca me dejes avergonzar; líbrame en tu justicia.
2. Inclina tu oído hacia mí, líbrame rápido; sé tu mi roca fuerte, casa de defensa que me salva.
3. Pues mi roca y mi fortaleza -eres-; por eso por causa de tu nombre lidérame y guíame.
4. Sácame de la red que en secreto me han colocado, pues tú -eres- mi fuerza.
5. En tus manos encomiendo mi espíritu, tu me has redimido, Oh SEÑOR Dios de verdad.
6. He odiado a los que se acercan a vanidades mentirosas; más bien confío en el SEÑOR.
7. Me alegraré y me regocijaré en tu misericordia, porque consideraste mi apuro, -y- conociste mi alma en -las-adversidades.
8. No me has encerrado a manos del enemigo, -y- has puesto mis pies en un cuarto espacioso.
9. Ten misericordia de mi, Oh SEÑOR, pues estoy en problemas; mi mirada se consume de la tristeza, -sí-, mi alma y mi vientre.
10. Pues mi vida se acaba de la pena, y mis años de suspirar; me faltan fuerzas a causa de mi iniquidad, y mis huesos se consumen.
11. Fui una vergüenza entre todos mis enemigos, pero especialmente entre mis vecinos, e -infundí- temor a mis conocidos: los que me veían afuera huían de mi.
12. Me han olvidado como a muerto -que- no se recuerda; estoy como una vasija quebrada.
13. Pues he oído las calumnias de muchos; -había- temor por todas partes: mientras se reunían en consejo contra mí, urdían quitar mi vida.
14. Pero yo en ti confié, Oh SEÑOR; dije, Tu -eres- mi Dios.
15. Mis tiempos -están- en tus manos: líbrame de las manos de mis enemigos y de los que me persiguen.
16. Haz que tu rostro brille sobre tu siervo, -y- sálvame a causa de tus misericordias.
17. No me dejes avergonzar, Oh SEÑOR, pues te he invocado; que el malvado se avergüence, y déjalos en silencio en la tumba.
18. Deja que los labios mentirosos se silencien, los que altanera y vergonzosamente hablan crueldades en contra de los justos.
19. ¡Cuán grande -es- tu bondad que has atesorado para los que te temen, -que- has forjado para los que confían en ti delante de los hijos de los hombres!
20. En lo oculto de tu presencia los esconderás del orgullo del hombre, en un lugar secreto -y- reservado los guardarás de altercados.
21. Bendito el SEÑOR, pues me ha mostrado su maravillosa bondad en una ciudad fuerte.
22. Pues dije en mi prisa, Me apartaron de un tajo delante de tus ojos; no obstante tu oíste la voz de mis súplicas cuando te clamé.
23. Oh, amad al SEÑOR, todos vosotros sus santos; el SEÑOR preserva a los fieles, y paga con creces a los que actúan con orgullo.
24. Animaos, y él fortalecerá vuestro corazón, todos vosotros los que esperáis en el SEÑOR.

## Comentarios

### De la iglesia católica

#### A todo el salmo
En el Salmo anterior se escucha la voz de alguien que, habiendo estado al borde de la muerte, alaba a Dios por haber sido sanado. En cambio, en el Salmo 31 habla un hombre que, además de haber pasado por una enfermedad (vv. 8.10-11), ha sido abandonado por sus amigos y hostigado por sus enemigos (vv. 12-14.16.18-19). Sin embargo, el salmista no pierde la esperanza: Dios ha respondido a su súplica (v. 24) Este salmo recoge expresiones y temas comunes a otros salmos y complementa al anterior al poner énfasis en la confianza, mientras que el anterior destacaba la alabanza.
El Salmo 31 puede dividirse en tres secciones, marcadas por diferentes sentimientos: primero, la confianza en Dios (vv. 2-9); luego, la súplica en medio de la aflicción (vv. 10-19); y finalmente, el reconocimiento de la bondad divina (vv. 20-26). A pesar de esta división, los distintos sentimientos se entrelazan. En la primera parte, se combinan expresiones de confianza (vv. 2.4.5), peticiones de ayuda (vv. 2.3.5) y gratitud por el auxilio recibido (vv. 6-9). En la parte central, el salmista clama a Dios desde su situación de dolor (vv. 10-14), reafirma su fe (vv. 15-16) y pide nuevamente la acción salvadora del Señor (vv. 17-19). La última parte contiene palabras de alabanza por la bondad de Dios (vv. 20-21), una bendición por haber sido escuchado (vv. 22-23), y una exhortación a todos los fieles a amar y confiar en el Señor (vv. 24-25).
La mezcla de estos sentimientos en un solo salmo refleja la experiencia real del creyente que reza en medio de las circunstancias cambiantes de la vida. Esta experiencia humana de dolor y fe también la vivió Jesucristo durante su pasión y muerte, al hacer suyas las palabras del versículo 6 justo antes de morir en la cruz muestra que Dios es un Padre fiel que no abandona a su Hijo. Jesucristo, rescatado de la muerte y exaltado a la derecha del Padre, se convierte en el modelo de confianza plena en Dios. Esta actitud es retomada por los cristianos al final de la vida, como lo ejemplifica el testimonio de San Esteban, primer mártir de la Iglesia, quien antes de morir entregó su vida con las palabras: «Señor Jesús, recibe mi espíritu»

#### A los versículos 2-9
El grito inicial de confianza en el Señor, presente también en Salmo 7, se retoma en este salmo con una particular orientación. A diferencia de Salmo 7,9, donde se apela a la propia justicia del orante, aquí se invoca la justicia de Dios, entendida como su fidelidad y voluntad de salvar. Las imágenes de protección y seguridad que aparecen en los versículos 3 al 5 —como roca, fortaleza o refugio— son comunes en otros salmos. Estas primeras palabras constituyen una declaración de confianza en Dios que define toda la existencia del creyente.

Con las alas de la esperanza, que anima a nuestros corazones a levantarse hasta Dios, hemos aprendido a rezar: in te Domine speravi, non confundar in aeternum (Sal 31,2), espero en Ti, Señor, para que me dirijas con tus manos ahora y en todo momento, por los siglos de los siglos».

El título «Señor, Dios fiel» o «Dios de fidelidad» aparece por primera vez en este salmo. Expresa la certeza de que Dios cumple sus promesas y que el ser humano puede confiar plenamente en su palabra, entregándole su vida (v. 6a). En el versículo 7 se sigue la versión griega y la traducción de San Jerónimo, que emplea la forma «detestas» en lugar del hebreo «detesto», lo cual preserva mejor el ritmo poético del pasaje. El contenido del versículo subraya que Dios no tolera a quienes siguen ídolos, y que el salmista, a pesar de las circunstancias, permanece fiel exclusivamente a Él.

#### A los versículos 10-25
El Salmo 31 presenta la súplica de un orante profundamente afligido, afectado tanto física como moralmente por una enfermedad que él mismo reconoce como consecuencia de su pecado. Esta situación se ve agravada por el abandono de sus allegados, quienes, al verlo enfermo, lo rehúyen y lo dejan completamente solo frente a sus enemigos, que aprovechan su debilidad para tramar su perdición. Esta doble experiencia de sufrimiento —interno y social— genera en el salmista una reacción de confianza renovada en Dios, manifestada en la invocación «mi Dios» (v. 15), que indica una relación íntima y personal con la divinidad.
La petición central del salmo se orienta a la intervención divina que, mediante la restitución de la salud, permita silenciar de manera definitiva a los enemigos del orante, identificados como aquellos que acusan falsamente y cuya suerte final es el silencio del sheol (v. 18). El salmista da testimonio de haber sido escuchado previamente por Dios en momentos en que creía haber sido excluido de su presencia (v. 23), lo que ocurre en el contexto del Templo, denominado aquí «ciudad fortificada» (v. 22), una referencia a Jerusalén. Esta experiencia de salvación pasada se convierte en fundamento para una exhortación final a la comunidad creyente: a amar al Señor y a confiar en Él incluso en medio de la adversidad, pues Dios no abandona a quienes perseveran en su fidelidad.

## Usos

### Judaísmo
El versículo 6 (en hebreo) es parte del Baruch Adonai L'Olam un párrafo recitado durante en la oración de la tarde. Este salmo también hace parte del Shemá Israel. La frase be-yado afkid ruchi (En tu mano encomiendo mi espíritu) que comienza el último versículo del himno religioso Adon Olam.
Los versículos 15 y 17 están incluidos en el Shajarit que es una oración judía recitada por la mañana.
El versículo 20 es uno de los versículos que se dicen después de la enseñanza del Mishná que es un cuerpo exegético de leyes judías compiladas, que recoge y consolida la tradición oral judía desarrollada durante siglos desde los tiempos de la Torá para una persona fallecida.
Este salmo se dice como una oración por el bienestar de una persona enferma en el Siddur Sfas Emes.

### Tanaj o Biblia hebrea
El Tanak (del acrónimo hebreo תַּנַךְ tanakh), también conocido como Mikrá o Biblia hebrea, es el conjunto de los veinticuatro libros sagrados canónicos en el judaísmo. Se divide en tres grandes partes: la Torá (Ley), los Nevi'im (Profetas) y los Ketuvim (Escritos). Los textos están escritos mayoritariamente en hebreo antiguo, los versículos 2–4 (en hebreo) también son los primeros 3 versículos del Salmo 71. Jeremías repite las palabras magor mesaviv (hebreo: מגור מסביב ,terror por todos lados) del versículo 14 (en hebreo)  en Jeremías 6:25 , 20: 3 , 20:10 , 46: 5 , 49:29 , y Lamentaciones 2:22.

### Nuevo testamento
El versículo 5 (Versión de la Biblia del Rey Jacobo) se cita en Lucas 23:46 , como las últimas palabras de Jesús antes de morir.
San Esteban (mártir) ora una versión similar pero modificada del Salmo 31: 6 en Hechos 7:59 Señor Jesús recibe mi espíritu.  San Esteban (mártir)  también reza por el perdón de aquellos que causaron su muerte, como lo hizo Jesús.

### Iglesia Católica
La primera línea del salmo en latín, se conoce como In te Domine speravi  (En ti, oh Señor, pongo mi confianza), se convirtió en la línea final del Te Deum, que a menudo se  le puso música. Los versículos 15 y 16, Illumina faciem tuam (Haz brillar tu rostro) es un versículo de comunión para la Septuagésima el período litúrgico de tres semanas que precede a la Cuaresma y marca el inicio del tiempo de Carnaval, un tiempo de preparación a la Cuaresma, en el que se inicia la abstinencia de la carne en días laborables.
Este salmo forma parte de las completas de los miércoles. Para facilitar la comprensión en la Liturgia de las horas cada salmo tiene un título en rojo (rúbrica) que no forma parte del salmo. El título del Salmo 31 es Súplica confiada de un afligido.

### Protestantismo

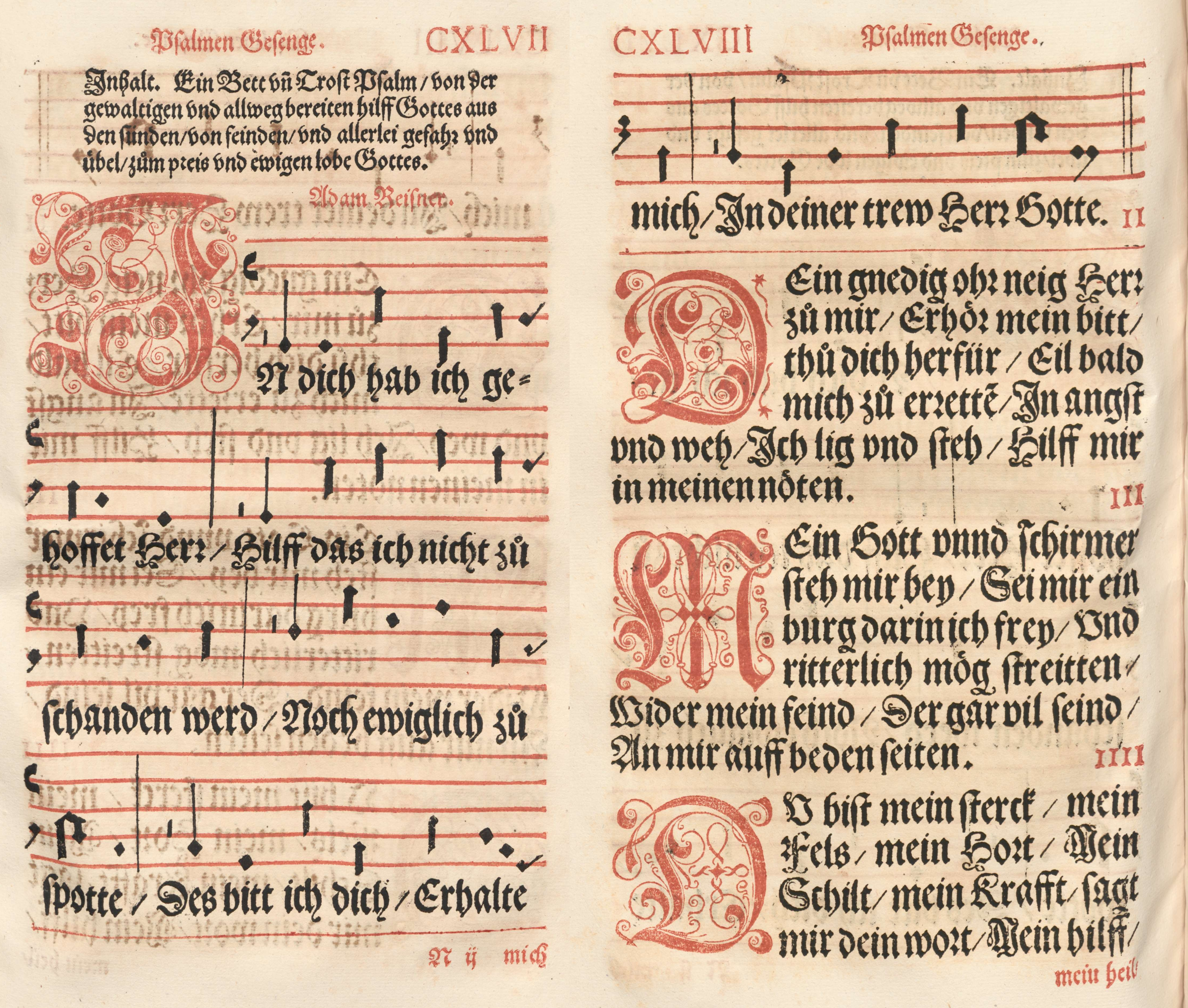
Texto y melodía del himno " In dich hab ich gehoffet, Herr ", de Das Gros Kirchen Gesangbuch (The Main Church Hymnbook), Strasburg, 1565

Adam Reusner escribió una paráfrasis rimada de los primeros seis versículos del Salmo 31, In dich hab ich gehoffet, Herr (literalmente: Por ti he esperado, Señor) como Canción de salmo, una canción en el idioma nativo para ser cantada en lugar de la recitación del salmo en latín en la Iglesia católica, publicada en 1533. Fue traducida al inglés en varias versiones, incluyendo In te Domine speravi (En ti, oh Señor, pongo mi confianza) por Catherine Winkworth.

### Otro
El versículo 14 (Versión de la Biblia del Rey Jacobo), Mis tiempos están en tu mano, se convirtió en una frase citada con frecuencia. Un himno con el título Mis tiempos están en tu mano por William Freeman Lloyd fue publicado en 1873.  En 1891, el predicador Charles Haddon Spurgeon basó un ensayo en el pensamiento. En un artículo de 2013 en el semanario alemán Die Zeit , Margot Käßmann citó Meine Zeit steht in deinen Händen (Mis tiempos están en tu mano) como una llamada para ver que toda la vida es un regalo, y de duración desconocida, para ser utilizado responsable mente en la libre decisión, para la comunidad
Los Versículos 1-5 son usados en el oficio de las Completas.

## Configuraciones musicales

### Música Clásica
Heinrich Isaac compuso una obra de los versículos 15 y 16, Illumina faciem tuam (Haz brillar tu rostro) para SATB es un acrónimo de soprano, contralto, tenor, bajo.coro de cuatro partes, publicado en Choralis Constantinus  Los corales constantinos en 1550. Carlo Gesualdo compuso una obra de estos versos para coro de cinco partes (SATB), publicado en sus sacrae cantiones  (canciones sagradas) en 1603.
Hans Leo Hassler compuso una obra del salmo completo en latín para tres coros de cuatro partes, publicado en Sacrae Symphoniae (sinfonia sagrada) en 1598. En 1648, Johann Rosenmüller publicó una obra de los primeros seis versos en latín para dos sopranos y dos tenores, dos violines y continuo, en Dichos centrales. In te Domine speravi (En ti, oh Señor, pongo mi confianza) (Johann Rosenmüller) Johann Crüger estableció la versión rimada en alemán, In dich hab ich gehoffet, Herr, (Esperando en ti, señor) para coro de cuatro partes con instrumentos opcionales, publicado en 1649. Heinrich Schütz estableció el mismo himno en el Becker Psalter , SWV 128, publicado en 1661. Estableció el salmo completo en latín para voz e instrumentos solistas, publicado en Sacrae Symphoniae (sinfonia sagrada) en 1629.
Joseph Haydn compuso tres versos de una paráfrasis rimada en inglés de James Merrick , Bendito sea el nombre del Dios de Jacob, para tres voces, que se publicó por primera vez en 1794 en Salmodia mejorada. Felix Mendelssohn le puso al Salmo 31 música a capela en inglés usando la Versión de la Biblia del Rey Jacobo.  Arthur Sullivan escribió un himno para cuatro voces y órgano, estableciendo los dos versículos finales, O ama al Señor, publicado por primera vez en 1864.

### Música Contemporánea
Las composiciones contemporáneas que incorporan versículos del Salmo 31 incluyen Dos canciones sagradas (1964) para voz y piano de Robert Starer, In te Domine speravi (En ti, oh Señor, pongo mi confianza) (1964) de Jan Bender y Bendito sea el Señor (1973), un introito e himno de Nancy Lupo.
En el siglo XXI, Nobuaki Izawa estableció Illumina faciem tuam (Haz brillar tu rostro) como un motete de cuatro partes, publicado en 2016. El Coro de la Catedral de Salisbury cantó el Salmo 31, con música compuesta por Walter Alcock, Richard Shephard y Charles Frederick South, para una grabación de 2012. El proyecto salmos lanzó su composición musical del Salmo 31 en el cuarto volumen de su serie de álbumes en 2019.